# Gerekli Şeyler
Büyük Mavi Yayıncılık Ltd. Ştl (oder auch Gerekli Şeyler genannt) ist ein türkischer Verlag für Comics, Manga und Spielzeuge mit Sitz in Kadıköy, einer Gemeinde der Großstadtkommune Istanbul. Es wurde 1996 als Comicbuchladen gegründet.
Das Unternehmen hat Filialen in Kadıköy, Beylikdüzü und in Çankaya. Außerdem ist das Unternehmen Mitglied der Yayıncılar Telif Hakları ve Lisanslama Meslek Birliği (YAYBİR).

## Veröffentlichungen

### Manga (Auswahl)
- Another
- My Hero Academia
- Seven Deadly Sins
- Tokyo Ghoul
- Dragon Ball
- Attack on Titan
- Bleach
- Gantz
- Uzumaki – Spiral Into Horror
- Death Note
- Old Boy
- The Promised Neverland
- Fullmetal Alchemist
- Fairy Tail
- Hunter x Hunter
- Inu Yasha
- Naruto
- Neon Genesis Evangelion
- Ranma ½

### Comics (Auswahl)
- Marvel Comics
- DC Comics
- Image Comics
- Dark Horse Comics